# Филипповское общество (Повенецкий уезд)
Филипповское общество — сельское общество, входившее в состав Шунгской волости Повенецкого уезда Олонецкой губернии.
Общество объединяло населённые пункты, расположенные возле деревни Филиппова-горка и на территории, прилегающей к Ажеб-губе Онежского озера.
В настоящее время территория общества относится к Медвежьегорскому району Карелии
Согласно «Списку населённых мест Олонецкой губернии по сведениям за 1905 год» общество состояло из следующих населённых пунктов:
| Номер по порядку | Название населённого пункта | Название реки или озера, на котором расположено поселение | Расстояние до уездного города в верстах |
| 4454             | 1. Филиппова-горка          | Оз. Путкозере                                             | 75                                      |
| 4455             | 2. Пустоша (Новая Заживка)  | Зал. Ажеб-губа                                            | 76                                      |